# Waldemar Matuška
Waldemar Matuška (Košice, le 2 juillet 1932 — St. Petersburg, le 30 mai 2009) était un chanteur tchécoslovaque. Particulièrement actif durant les années 1960 et 1970, il émigre en 1986 aux États-Unis.